# Черевач
Черевач (Малий Черевач та Великий Черевач) — колишнє село в Україні, за 26 км від ЧАЕС та за 9 км від колишнього райцентру — міста Чорнобиль, в Іванківському районі Київської області. До 1986 року входило до складу Чорнобильського району і було центром сільської ради. Село розташоване на лівому березі р. Уж.
Час виникнення села невідомий.
1864 року у селі мешкало 430 осіб. 1887 року населення становило вже 706 осіб і серед мешканців було 72 католики та 34 юдеї.
1900 року у 125 дворах мешкало 752 мешканці, що займалися здебільшого хліборобством.
У селі була дерев'яна церква Усікновіння Глави Іоана Предтечі, збудована 1798 року на місці давнішої (церква була закрита і розграбована 1928 року).
При церкві була церковно-парафіяльна школа.
Село поділялося на дві частини — прирічну (Малий Черевач) та нагірну (Великий Черевач)
Довідкове видання «Історія міст і сіл УРСР» 1971 року подає такі дані про село:
«Черевач — село, центр сільської Ради, розташоване на лівому березі річки Уж, за 9 км від районного центру. Населення — 630 чоловік. Сільській Раді підпорядковані населені пункти Рудня-Вересня і Ямпіль. У Черевачі розміщена центральна садиба колгоспу „Зоря“, за яким закріплено 2,2 тис. га сільськогосподарських угідь, у тому числі 1 тис. га орної землі. У селі є восьмирічна школа, клуб, бібліотека. Ще 1923 року в селі засновано сільськогосподарську артіль. За мужність, виявлену в боях з німецько-фашистськими загарбниками, 186 жителів відзначено урядовими нагородами. На території Черевача виявлено залишки поселення доби неоліту».
Напередодні аварії на ЧАЕС у селі мешкало 473 мешканці, було 204 дворів.
Після аварії на станції 26 квітня 1986 село відселене внаслідок сильного забруднення, мешканці переселені у с. Нове Залісся Бородянського району та у села Зрайки, Лобачів Володарського району. Офіційно зняте з обліку 1999 року за відсутності населення.
Після Чорнобильської катастрофи село увійшло до 30-кілометрової зони відчуження.
З кінця лютого до 1 квітня 2022 року село було окуповане російськими військами.
У селі Черевач народився талановитий вчений у галузі біології розмноження тварин Шарапа Григорій Семенович (1.03.1933 - 29.08.2022).

## Галерея

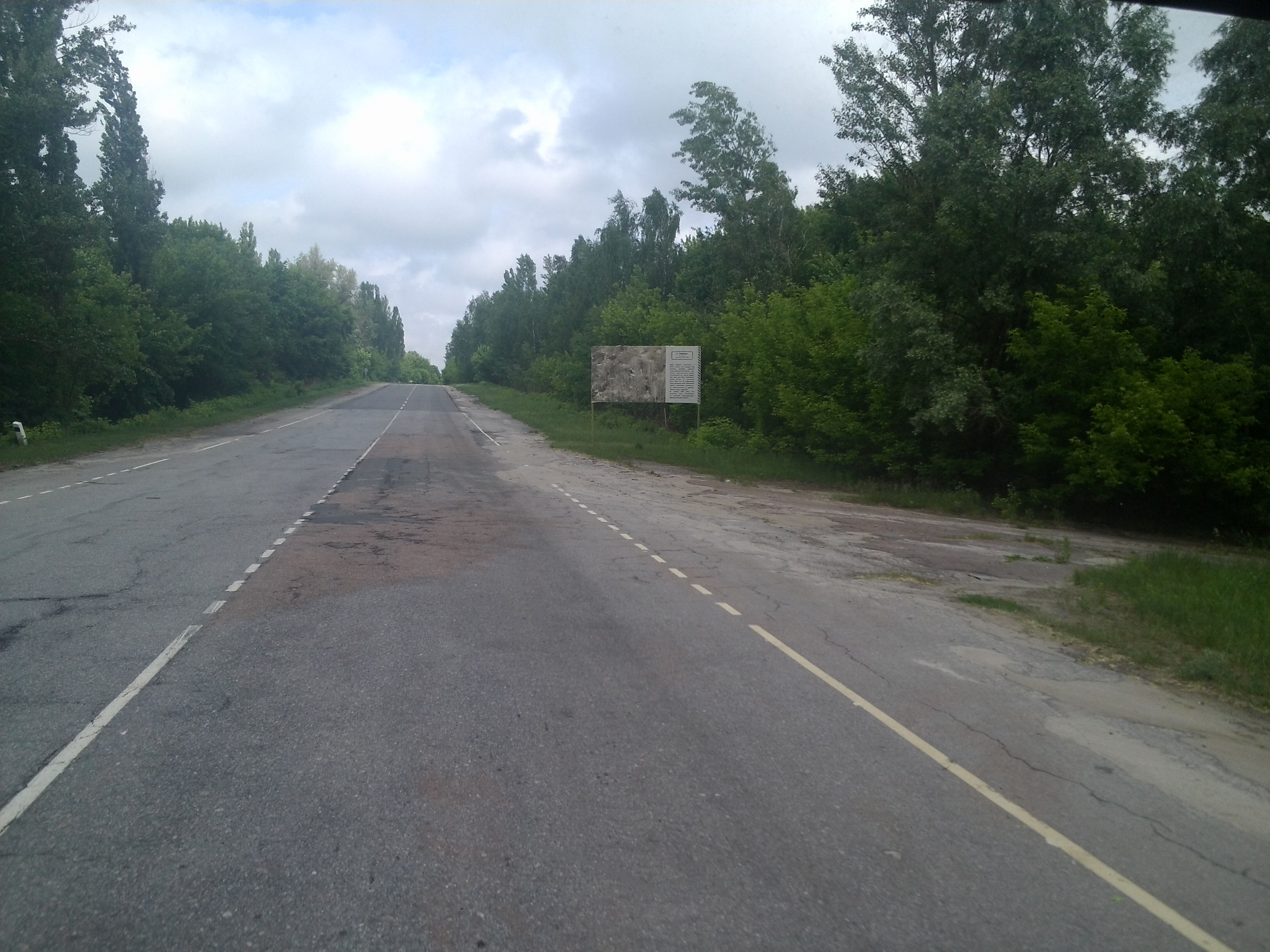
При в'їзді до села
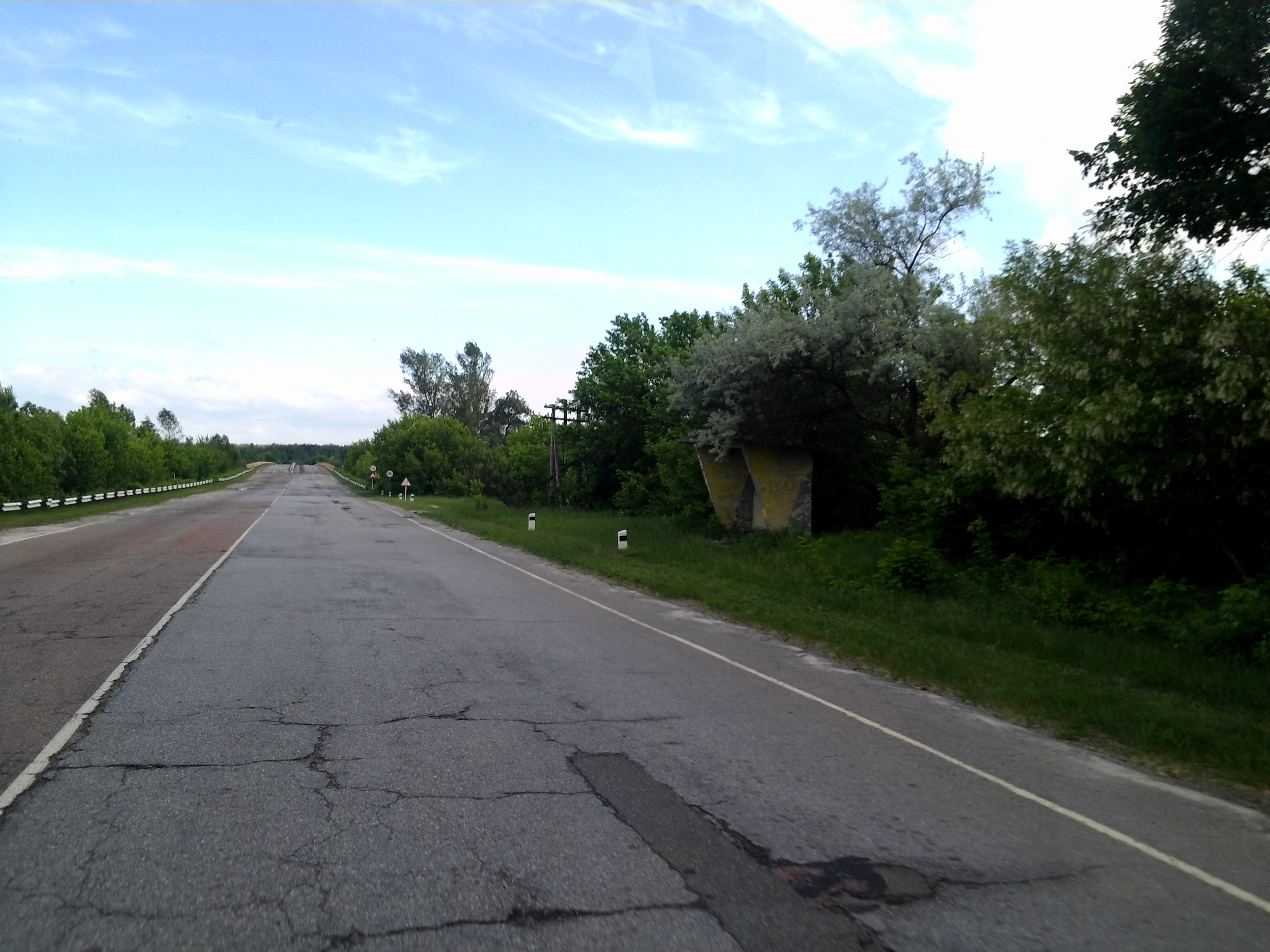
Автобусна зупинка
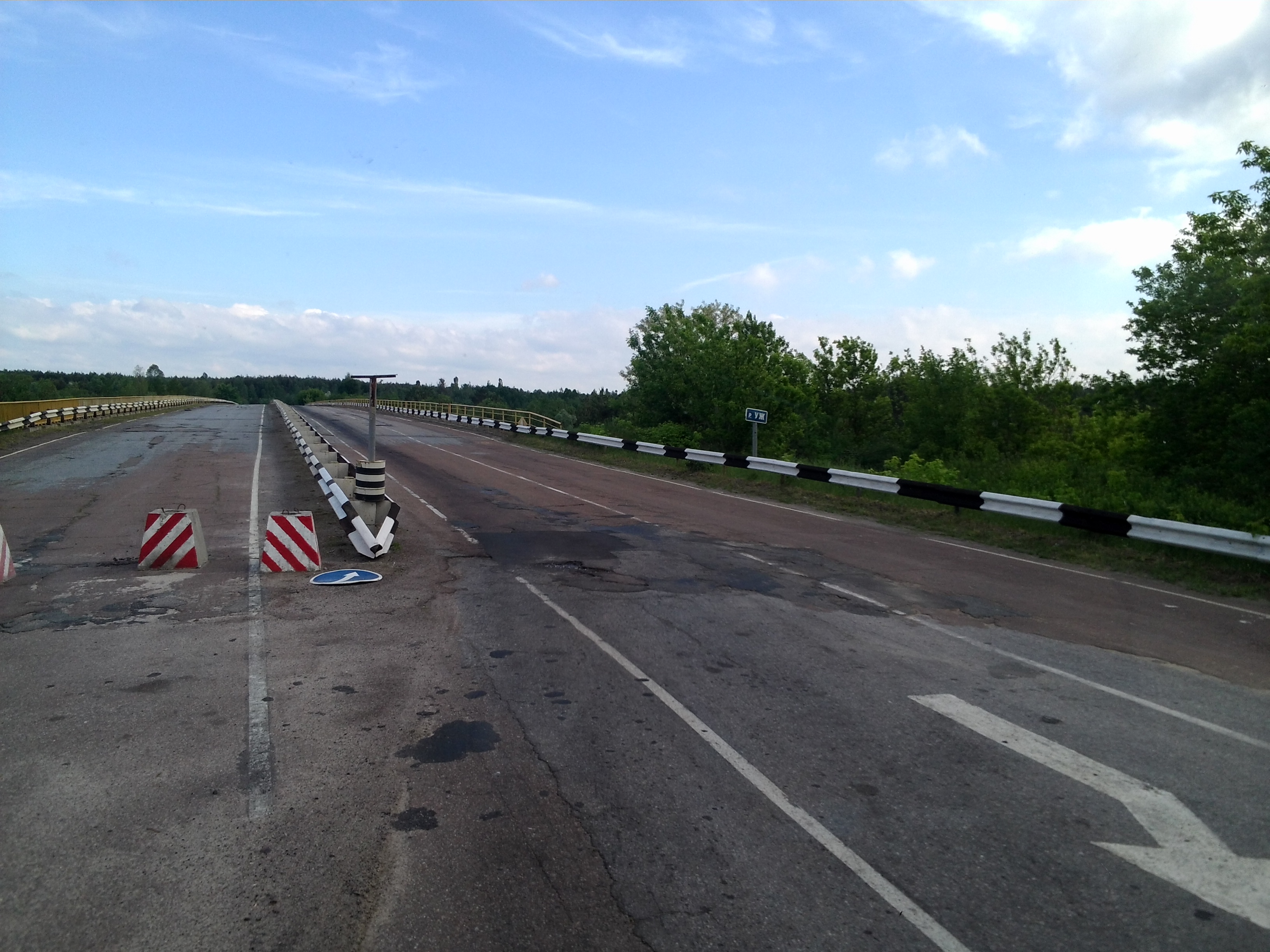
Автомобільний міст через річку Уж
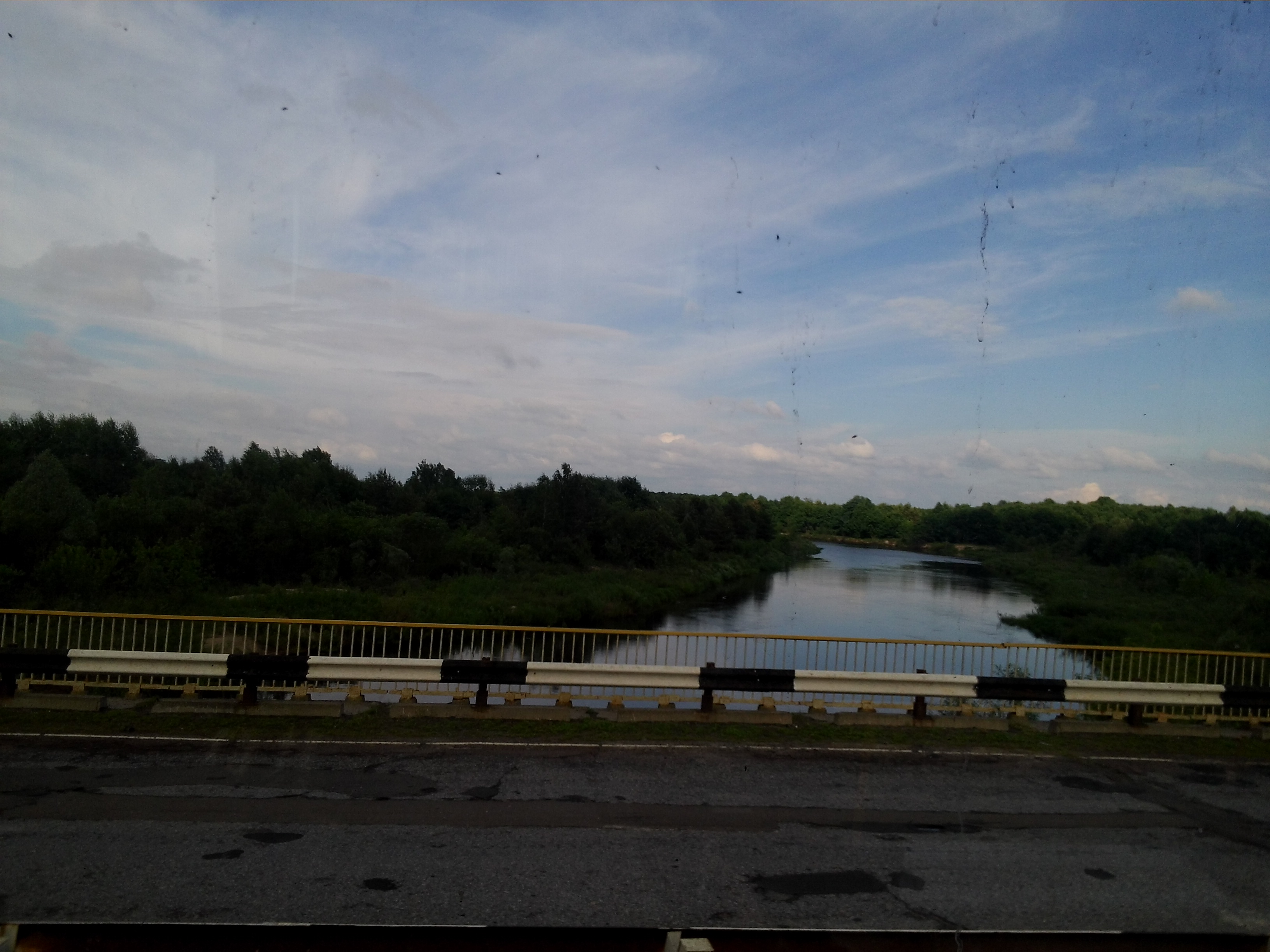
Річка Уж поблизу Черевача